# ارت چپمن (بازیکن بسکتبال)
آرت چپمن (انگلیسی: Art Chapman؛ ۲۸ اکتبر ۱۹۱۲ – ۳ فوریهٔ ۱۹۸۶) بازیکن بسکتبال اهل کانادا بود.
وی در مسابقات کشوری و بین‌المللی در مجموع برندهٔ ۱ مدال نقره شده‌است.